# Urok literatury
Urok literatury (Урок литературы) è un film del 1968 diretto da Aleksej Aleksandrovič Korenev.